# Irish Open 1990 (Februar)
Die Irish Open 1990 im Badminton fanden am 10. und 11. Februar 1990 in Dublin statt. 1990 gab es zwei Austragungen der Irish Open, da in diesem Jahr der angestammte Austragungszeitraum von Februar auf Dezember gewechselt wurde.

## Sieger und Platzierte
| Disziplin    | Gold                           | Silber                         | Bronze                          |
| ------------ | ------------------------------ | ------------------------------ | ------------------------------- |
| Herreneinzel | Iain Sydie                     | David Gilmour                  | Jim Mailer                      |
| Herreneinzel | Iain Sydie                     | David Gilmour                  | Alan McMillan                   |
| Dameneinzel  | Charlotta Wihlborg             | Margit Borg                    | Alison Fisher                   |
| Dameneinzel  | Charlotta Wihlborg             | Margit Borg                    | Felicity Gallup                 |
| Herrendoppel | Stephan Kuhl Kai Mitteldorf    | Michael O’Meara Eugene McKenna | Iain Sydie Jaimie Dawson        |
| Herrendoppel | Stephan Kuhl Kai Mitteldorf    | Michael O’Meara Eugene McKenna | Michel Redeker Corno Meskers    |
| Damendoppel  | Charlotta Wihlborg Margit Borg | Felicity Gallup Alison Fisher  | Diana Koleva Ciara Doheny       |
| Damendoppel  | Charlotta Wihlborg Margit Borg | Felicity Gallup Alison Fisher  | Ann O’Sullivan Elaine Doyle     |
| Mixed        | Paul Holden Alison Fisher      | Pat Marron Nikki Lane          | Jaimie Dawson Sonya McGinn      |
| Mixed        | Paul Holden Alison Fisher      | Pat Marron Nikki Lane          | Graham Henderson Jayne Plunkett |

## Finalergebnisse
| Disziplin    | Sieger                         | Finalist                       | Ergebnis    |
| ------------ | ------------------------------ | ------------------------------ | ----------- |
| Herreneinzel | Iain Sydie                     | David Gilmour                  | 15-8, 15-4  |
| Dameneinzel  | Charlotta Wihlborg             | Margit Borg                    | 11-7, 11-0  |
| Herrendoppel | Stephan Kuhl Kai Mitteldorf    | Michael O’Meara Eugene McKenna | 15-13, 15-4 |
| Damendoppel  | Charlotta Wihlborg Margit Borg | Felicity Gallup Alison Fisher  | 15-5, 18-14 |
| Mixed        | Paul Holden Alison Fisher      | Pat Marron Nikki Lane          | 15-8, 15-8  |